# Аль-Джаиш (футбольный клуб, Дамаск)

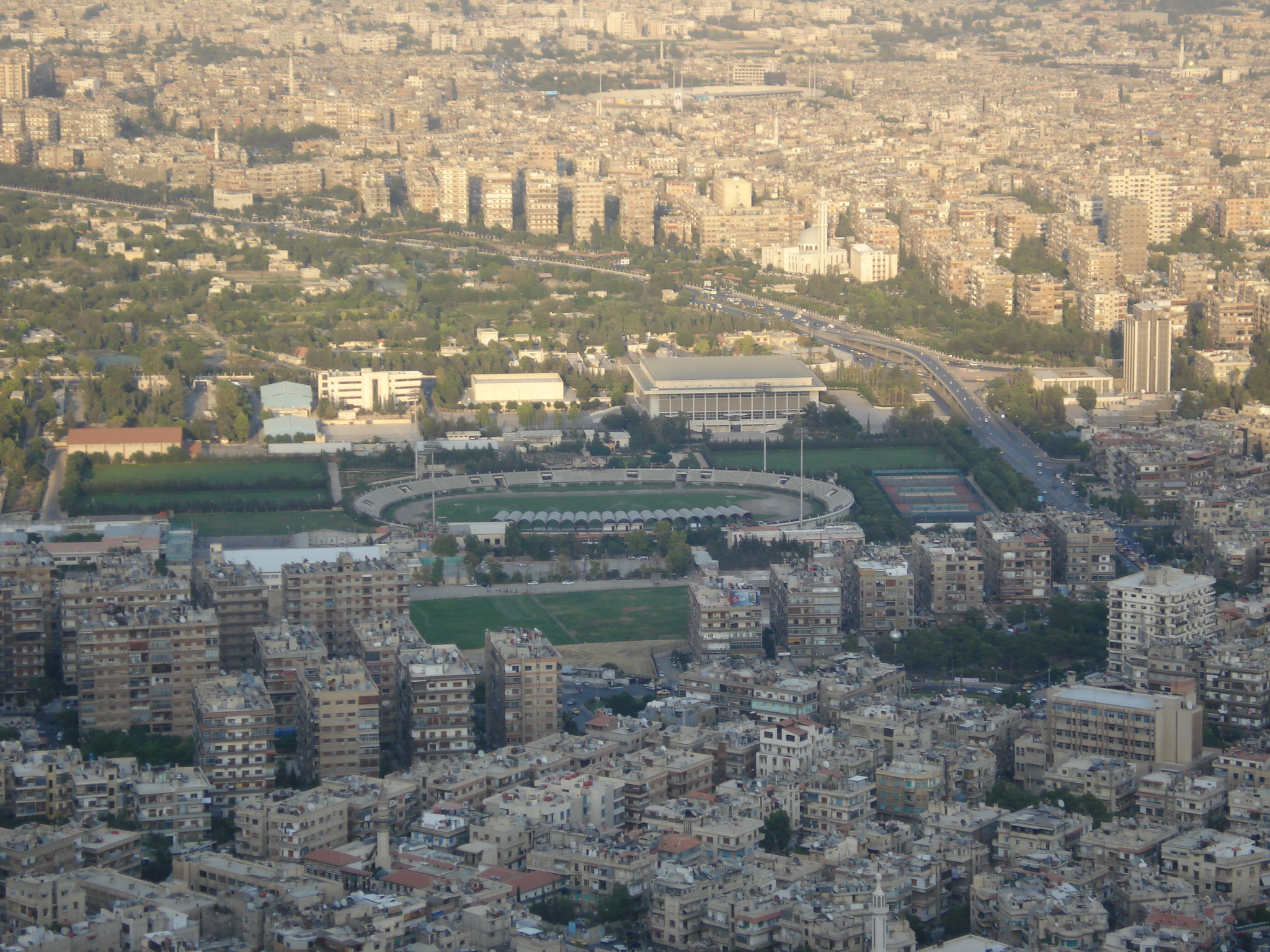
Аббасийин

«Аль-Джаиш» (араб. الجيش‎) — сирийский футбольный клуб, базирующийся в Дамаске, основан в 1947 году. Клуб играет на стадионе «Аббасийин», который вмещает 30 000 человек. Цветами команды являются красный, черный и белый.

## Достижения

### Внутренние
- Сирийская лига: (16)
  - 1973, 1976, 1979, 1985, 1986, 1998, 1999, 2001, 2002, 2003, 2010, 2013, 2015, 2016, 2017, 2018
- Сирийский Кубок: (8)
  - 1967, 1986, 1997, 1998, 2000, 2002, 2004, 2014

### Международные
- Лига чемпионов АФК: (2)
  - 2002/03: Квалификация «Запад» — 4-й раунд
  - 2005: Групповой этап
- Кубок АФК: (1)
  - 2004: Чемпион
- Азиатский Кубок кубков: (1)
  - 1999/00: 2-й раунд